# Fipronil-æggeskandalen
Fipronil-æggeskandalen var en sag i 2017, der handler om æg, der indeholdt insektmidlet fipronil. Midlet er beregnet til at bekæmpe lus, lopper og mider hos hunde og katte, men må ikke bruges til fjerkræ, fordi det kan blive overført til æggene.
Æggene stammede fra Belgien og Holland, hvor man regnede med, at ca. 250 besætninger var involveret. Millioner af æg blev trukket ud af handlen i blandt andet Holland, Belgien, Danmark, Storbritannien, Tyskland, Frankrig, Schweiz og Hongkong. I alt 15 EU-lande blev ramt. Sagen startede i Holland i begyndelsen af året, men blev først offentligt kendt i juli samme år. En konsekvens af sagen kunne blive, at millioner af høns måtte aflives, da stoffet kan være skadeligt for mennesker. Symptomer på forgiftning kan være kvalme, mavesmerter, svimmelhed, opkast og epileptiske anfald, og med tiden kan leveren og nyrene tage skade.
I Danmark var der pr. 10. august 2017 tale om 20 tons kogte og pillede æg, der var blevet importeret fra Holland. Æggene blev hovedsagligt solgt til kantiner, caféer og deslige og i mindre grad til private forbrugere. Ifølge Fødevarestyrelsen var der dog ikke tale om sundhedsskadelige mængder. Koncentrationen skal over 0,72 mg fipronil pr. kg for at udgøre et sundhedsmæssigt problem. I Danmark blev der ikke fundet koncentrationer over 0,018 mg pr. fipronil pr. kg. 